# Gewog
Ein Gewog (Dzongkha: རྒེད་འོག Wylie rged 'og, deutsch „Block“) ist eine administrative Einheit zwischen Chiwog und Dzongkhag (Distrikt) in Bhutan. Jeder Gewog umfasst dabei im Allgemeinen 5 oder 6 Chiwogs, die ihrerseits jeweils eine Gruppe von Dörfern darstellen. Jeder Gewog wird durch einen sogenannten Gup regiert. Die 20 Distrikte Bhutans sind insgesamt in 201 Gewogs eingeteilt (Stand 2005), wobei ein Gewog eine durchschnittliche Fläche von 191 km² hat.
Die Gewogs wurden im Rahmen eines Programmes zur Dezentralisierung des Landes eingerichtet, welches der König von Bhutan Jigme Singye Wangchuck in den 1980er Jahren verfolgte. Seit 1991 sind die Gewogs offizielle Verwaltungseinheiten.